# Lenka (álbum)
Lenka é o álbum de estreia homônimo ao nome da cantora indie pop Lenka. Foi lançado em 23 de Setembro de 2008 pela Epic Records. Este é o primeiro álbum solo de Lenka, após ter sido um dos membros do grupo Decoder Ring. O primeiro single, The Show, foi liberado no dia 15 de Junho de 2009.

## Lista de Faixas
1. "The Show" (Lenka, Jason Reeves) – 3:56
2. "Bring Me Down" (Stuart Brawley, Lenka) – 3:29
3. "Skipalong" (Michael Kevin Farrell, Lenka)  – 3:53
4. "Don't Let Me Fall" (Lenka, Thomas Salter) – 2:51
5. "Anything I'm Not" (Lenka) – 3:18
6. "Knock Knock" (Kevin Griffin, Lenka) – 3:41
7. "Dangerous and Sweet" (Dan Burns, Lenka, Billy Mohler) – 3:32
8. "Trouble Is a Friend" (Lenka, Salter) – 3:36
9. "Live Like You're Dying" (Lenka) – 3:49
10. "Like a Song" (Lenka) – 3:20
11. "We Will Not Grow Old" (Burns, Lenka, Mohler) – 3:18
12. "Force of Nature" (Lenka, Wally Gagel, Xandy Barry)  (Faixa Bônus do iTunes) – 3:33

## Paradas
| Parada (2008)              | Melhor Posição |
| -------------------------- | -------------- |
| Austrian Albums Chart      | 30             |
| German Albums Chart        | 35             |
| Polish Albums Chart        | 4              |
| Swiss Albums Chart         | 48             |
| UK Albums Chart            | 58             |
| U.S. Billboard 200         | 142            |
| U.S. Billboard Heatseekers | 3              |

## Pessoal
- John Alagia – violão acústico, produtor, mixagem
- Fiona Brawley – engenheiro assistente
- Stuart Brawley – órgão, piano, teclado, sinos, produtor, engenheiro, timbale, vibrafone, arranjos principais
- Greg Calbi – masterização
- David Campbell – arranjos de corda
- Keith Ciancia – bateria, teclado
- Brian Conrad – engenheiro assistente
- Luis Conte – percussão
- Larry Corbett – violoncelo
- Joe Corcoran – violão, percussão, programação, sintetizador, engenheiro, mixagem
- Howie Day – vocais
- Mario Diaz de Leon – violino, concertino
- Joel Derouin – violino
- Mike Elizondo – violão acústico, baixo, guitarra, teclado, programação, produtor, mellotron, vibrafone
- Matt Funes – viola
- Armen Garabedian – violino
- Serban Ghenea – mixagem
- Pierre Girard – engenheiro
- Mark Goldenberg – baixo
- Scott Graves – artistas e repertório
- Nicole Harding – coordenador do projeto
- Sean Hurley – baixo
- Victor Indrizzo – bateria
- Ted Jensen – masterização
- Suzie Katayama – preparação musical, encarregado das cordas
- Roland Kato – viola
- Jason Lader – produtor, engenheiro, mixagem
- Trevor Lawrence – bateria
- Sheri Lee – direção de arte
- Ana Lenchantin – violoncelo
- Paz Lenchantin – violino
- Danny Levin – trombone, trompete
- Adam MacDougall – piano, teclado
- Pierre Marchand – baixo, acordeon, produtor, engenheiro, mixagem
- Lester Nuby – bateria
- Wes Precourt – violino
- Zac Rae – piano, teclado
- Tim Roberts – assistente de mixagem
- Stacey Ross – cabeleireiro
- Maxime St-Pierre – buzina
- Kevin Salem – mixagem
- Brian Scheuble – engenheiro, mixagem
- Pascal Shefteshy – violão, engenheiro
- Tereza Stanislav – violino
- Aaron Sterling – bateria
- Shari Sutcliffe – coordenador do projeto
- Daniel Thouin – órgão, piano
- Philip Vaiman – violino
- Joey Waronker – bateria